# ファニャーノ・カステッロ
ファニャーノ・カステッロ（イタリア語: Fagnano Castello）は、イタリア共和国カラブリア州コゼンツァ県にある、人口約3,800人の基礎自治体（コムーネ）。

## 地理

### 位置・広がり

#### 隣接コムーネ
隣接するコムーネは以下の通り。
- アックアッペーザ
- チェトラーロ
- マルヴィート
- モングラッサーノ
- サン・マルコ・アルジェンターノ
- サンタ・カテリーナ・アルバネーゼ

## 行政

### 分離集落
ファニャーノ・カステッロには、以下の分離集落（フラツィオーネ）がある。
- Cafaro, Carbonaro, Ferraro, Mallamo, Mirabella, Policarette, Rinacchio, San Lauro, Sant'Angelo